# Hans Zeisel
Hans Zeisel (1. prosince 1905 Kadaň – 7. března 1992 Chicago) byl americký sociolog a vysokoškolský profesor na právnické fakultě univerzity v Chicagu. Proslul jako znalec a originální interpret amerického právního systému. Věnoval se problematice kvantifikace sociologického zkoumání.

## Život
Hans Zeisel (tehdy ještě „Zeisl“) se narodil 1. prosince 1905 v Kadani v tehdejší Mozartově ulici (dnes Boženy Němcové) v domě U Minoritů čp. 69. Jeho otec, Dr. Otto Zeisl, byl rodák z Jablonce. V době narození syna Hanse, tehdy třicetiletý Otto Zeisl pracoval jako asistent oblíbeného kadaňského advokáta Dr. Franze Oehma, který rodině Zeisl pronajímal v domě U Minoritů prostorný byt. Zeislova matka Elsa, rozená Frank, rovněž pocházela z Jablonce, kde byl její otec lékárníkem. Širší příbuzenstvo se hlásilo k judaismu. Mladá kadaňská rodina Zeisl však byla oficiálně bez vyznání a zastávala spíše sociálně-demokratické ideje. Přesto udržovala čilý kontakt s kadaňským rabínem Samuelem Schwarzbergem i dalšími židovskými intelektuály, kterými byli například Dr. Richard Presser nebo gymnaziální profesor Dr. Carl Furtmüller.
V Kadani však rodina setrvala jen několik let. Hansův otec považoval ji a vůbec celé České království pouze za přechodnou stanici svojí právnické kariéry. Dcera Ilse Zeisl se sice ještě narodila v Liberci-Harcově, avšak hned poté se rodina definitivně přesunula do Vídně, tehdejší císařské metropole rakousko-uherské monarchie.

### Vídeň
Hans Zeisel studoval na gymnáziu a později na univerzitě ve Vídni. Zde se také roku 1927 stal doktorem obojího práva a rok na to také doktorem politologie. Často navštěvoval setkání tzv. Vídeňského kroužku. Zvláště jej oslovily přednášky filosofa a logika Rudolfa Carnapa, který po svém působení ve Vídni odešel do amerického exilu. Carnap se stal pro Zeisla klíčovou osobností v jeho vlastní filosofické sebereflexi.
Ve Vídni se Zeisel podílel na založení Výzkumného hospodářského ústavu. Jakožto člen rakouské sociálnědemokratické strany a reportér vídeňských novin Arbeiter-Zeitung patřil k výrazným odpůrcům jak Hitlerova nacionálního socialismu, tak i stalinského komunismu. Krátce působil také jako vědecký pracovník pro výzkum trhu u čs. firmy Baťa a ve Vídni provozoval vlastní právnickou kancelář. V roce 1933 publikoval ve spolupráci s Paulem Lazarsfeldem a Marií Jahodovou průlomovou sociografickou studii s názvem Die Arbeitslosen von Marienthal (Nezaměstnaní z Marienthalu), která zkoumala sociální a psychologické důsledky dlouhodobé nezaměstnanosti. Studie zásadně přispěla k Zeiselovu vědeckému renomé. Později se tzv. Marienthalská studie stala sama předmětem rozsáhlých výzkumů, byla přeložena do angličtiny a dokonce jí byl věnován unikátní dokumentární film, který reflektuje příběh jejího vzniku.

### Exil
Zeisel se jako také jako přesvědčený reformní marxista zúčastnil počátkem 30. let mezinárodní konference o problematice trhu a plánovaného hospodářství v Sovětském svazu, kde byl organizátory taktně upozorněn, že se jeho příliš dialogické náhledy radikálně liší od jedině platných názorů stalinismu a není tudíž v tzv. prvním státě dělníků a rolníků vítán. V roce 1934, během událostí okolo nacistického puče v Rakousku, byl Hans Zeisel jako sociální demokrat na čas uvězněn. Tehdy si uvědomil, že střední Evropa pro něj přestává být bezpečná. Těsně před obsazením Rakouska nacionálně-socialistickým Německem emigroval roku 1938 do USA, přestože krátce uvažoval také o Československu. Ještě v Londýně se oženil s Evou Striker, rovněž exulantkou, narozenou v Budapešti, která pocházela z maďarské židovské rodiny. Eva Zeisel se později stala velmi uznávanou designérkou a výtvarnicí. Zemřela 30. prosince 2011 ve věku 105 let. Manželé Zeiselovi, kteří již roku 1944 získali americké občanství, měli dvě děti. Syn John Zeisel se stal také sociologem a věnuje se však především širšímu kontextu problémů vznikajících kolem Alzheimerovy choroby. Dcera Jean Zeisel (Richardson) se prosadila jako výtvarná umělkyně.
Ve Spojených státech se Hans Zeisel (původní variantu svého jména – Zeisl – v USA nadobro odložil) brzy zařadil mezi přední americké sociology, zabýval se výzkumem trhu. Téměř legendární se stala jeho studie Say it with Figures publikovaná v roce 1947, jež se věnuje problematice kvantifikace sociologického zkoumání. Počínaje rokem 1953 začal Zeisel přednášet na právnické fakultě v Chicagu, kde byl později jmenován řádným profesorem statistiky, právní vědy a sociologie. Profiloval se jako znalec a originální interpret amerického právního systému, vytrvale bojoval za zrušení trestu smrti a zpochybňoval jeho údajný význam pro společnost. Stal se autorem řady i stále v současnosti citovaných a komentovaných odborných publikací a studií. Byl členem několika amerických sociologických a statistických společností a držitelem řady prestižních akademických ocenění.

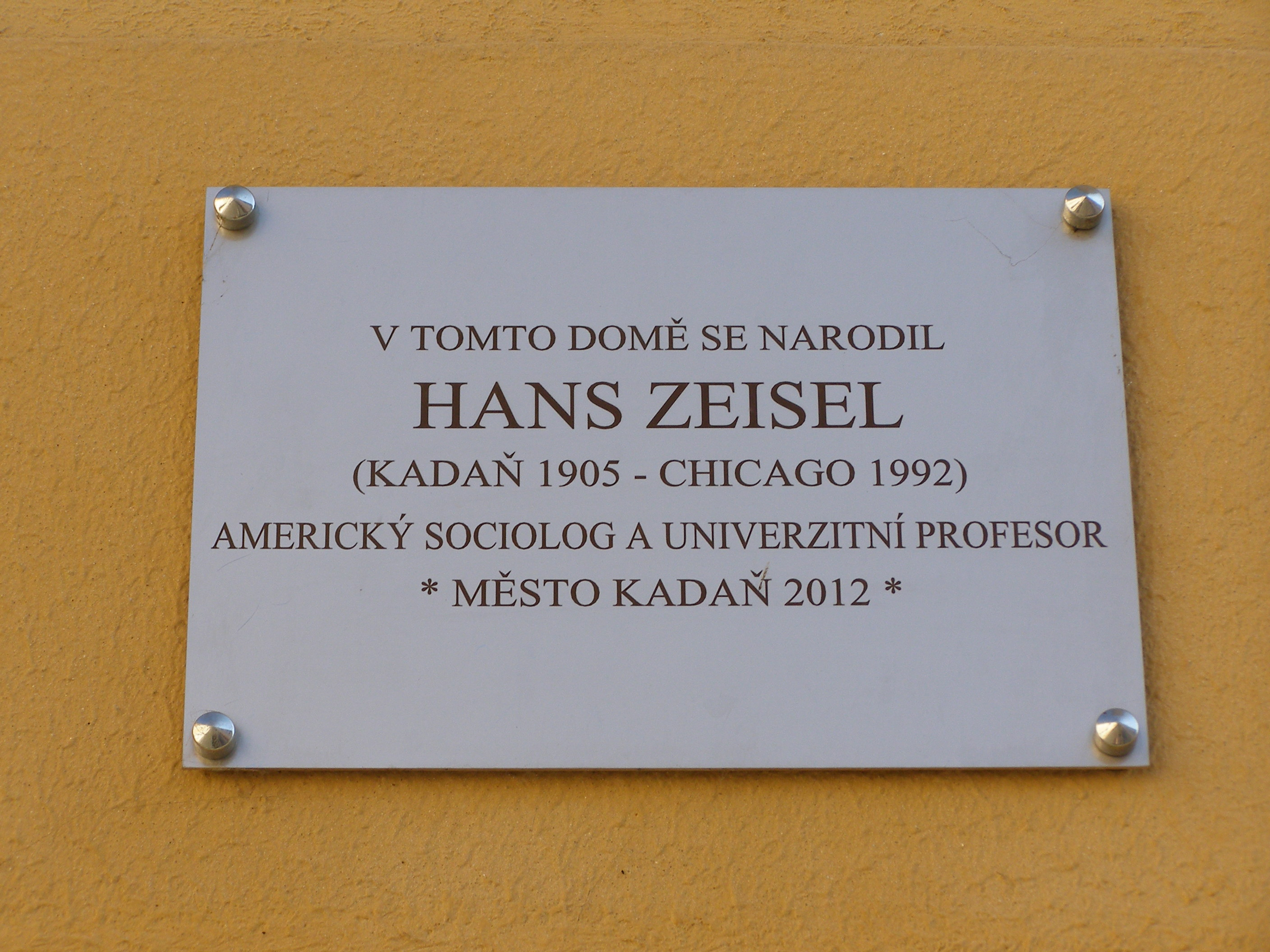
Pamětní deska – Hans Zeisel; Kadaň

Když v 80. letech 20. století vzpomínal na Čechy, Rakousko a střední Evropu, svěřil se vídeňskému novináři Franzi Kreuzerovi s příhodou, která prostě a se vší tvrdostí odhaluje, o co všechno připravily hrůzy 20. století střední Evropu: Jednou jsme se s mojí ženou Evou snažili spočítat, kolik příbuzných jsme vlastně ztratili v době Hitlerova holocaustu. Napočítali jsme jich šestadvacet.
Hans Zeisel zemřel 7. března 1992 v Chicagu. Dvacet let po jeho smrti, 19. března 2012, byla na jeho rodném domě v Kadani za účasti jeho syna Johna Zeisela slavnostně odhalena pamětní deska.